# 琴丘入通テレビ中継局
琴丘入通テレビ中継局（ことおかいりどおりテレビちゅうけいきょく）は、秋田県山本郡三種町の旧琴丘町域にあったアナログテレビ中継局である。当項では同じ三種町に置かれていたNHK落合山本中継局についても併せて記述する。

## 概要
- 両テレビ中継局は、三種町内に置かれ、それぞれ該当地区へ電波を発射していた。

## 中継局概要

### アナログテレビ放送

#### 琴丘入通中継局
| 放送局名          | チャンネル | 空中線電力          | ERP                 | 放送対象地域 | 放送区域内世帯数 |
| NHK秋田教育テレビ | 52ch       | 音声100mW /音声25mW | 音声1.3W /音声320mW | 全国         | 不明             |
| NHK秋田総合テレビ | 54ch       | 音声100mW /音声25mW | 音声1.3W /音声320mW | 秋田県       | 不明             |
| ABS秋田放送       | 56ch       | 音声100mW /音声25mW | 音声1.3W /音声320mW | 秋田県       | 不明             |
| AAB秋田朝日放送   | 58ch       | 音声100mW /音声25mW | 音声1.3W /音声320mW | 秋田県       | 不明             |
| AKT秋田テレビ     | 60ch       | 音声100mW /音声25mW | 音声1.3W /音声320mW | 秋田県       | 不明             |

#### NHK落合山本中継局
| 放送局名          | チャンネル | 空中線電力        | ERP              | 放送対象地域 | 放送区域内世帯数 |
| NHK秋田総合テレビ | 45ch       | 映像10W /音声2.5W | 映像72W /音声18W | 秋田県       | 不明             |
| NHK秋田教育テレビ | 47ch       | 映像10W /音声2.5W | 映像72W /音声18W | 全国         | 不明             |

### デジタルテレビ放送
- デジタルテレビ放送については、琴丘入通・NHK落合山本の両中継局ともに非該当のため、2011年7月24日のアナログテレビ放送終了時に廃局となった。そのため、寒風山中継局か能代中継局を受信することになる。

## 中継局置局住所（全て山本郡三種町）
- 琴丘入通局…上岩川字下琴通38番2号
- NHK落合山本局…下岩川字宮ノ目の宮の目東の山